# 에필로그 (음악 그룹)
에필로그는 시작장애인들로 구성된 대한민국의 음악 그룹이다. 2016년 결성되어, 2017년 EP 《Praise The Lord》로 데뷔했다.

## 방송
- 가스펠스타C 6 (2016) - 금상

## 음반
- 가스펠스타C 시즌6 (2017)
- Praise The Lord (2017)
- 내 평생 부를 이 노래 (2019)